# Rode Dame van Paviland
De Rode Dame van Paviland (Engels: Red Lady of Paviland) is een laatpaleolithisch gedeeltelijk skelet van een man gekleurd in rode oker, dat ca. 33.000 jaar geleden in Zuid-Wales, Brittannië, werd begraven.
De botten werden in 1823 door William Buckland ontdekt in een archeologische vindplaats in Goat's Hole Cave (Paviland Cave), een van de kalksteengrotten tussen Port Eynon en Rhossili op het Gowerschiereiland van Zuid Wales.
Er werd eerst aangenomen dat de overblijfselen van een vrouw waren, uit Romeins Britannia, maar recente analyse toonde aan dat het gaat om de botten van een jonge man.
Goat's Hole was in gebruik gedurende de hele prehistorie. Artefacten zijn doorgaans van het Aurignacien, maar er zijn ook voorbeelden uit het vroegere Moustérien en latere Gravettien en Cresswellien. De site is de oudst bekende ceremoniële begraafplaats in West-Europa.

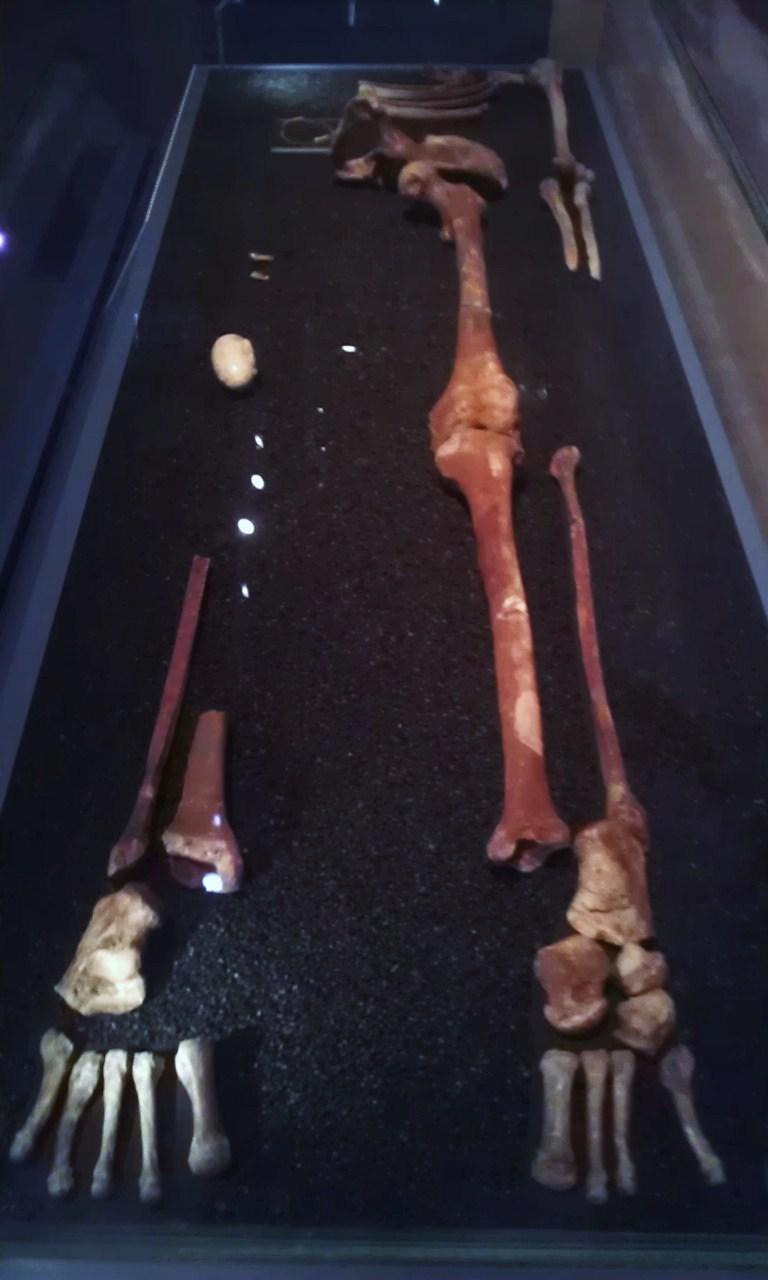
Rode Dame van Paviland vanaf de voeten
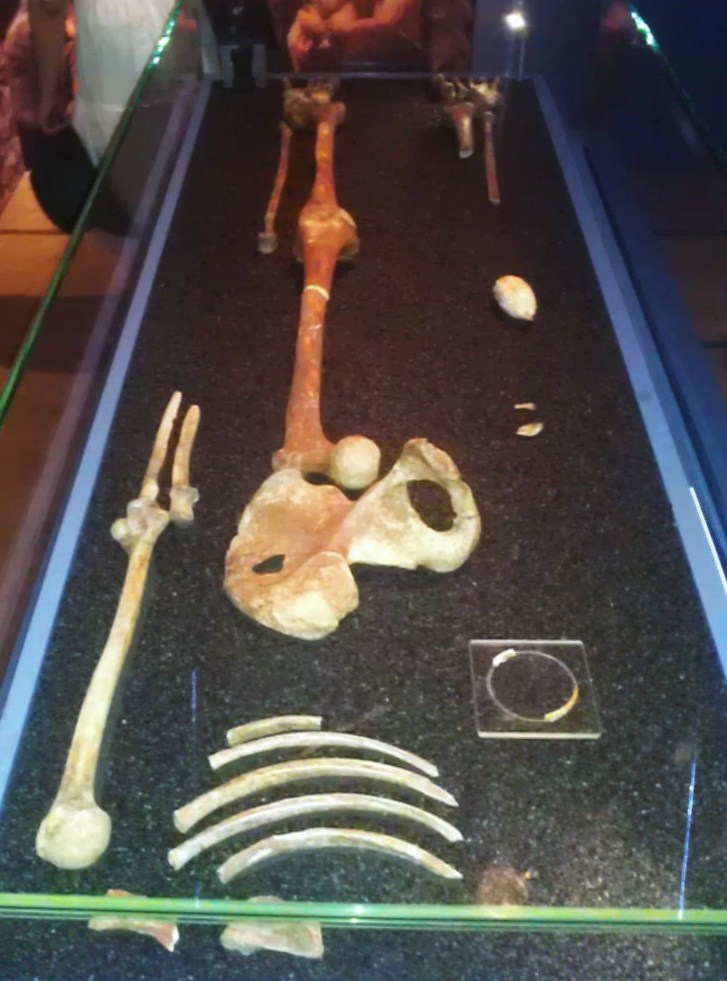
idem vanaf het hoofd
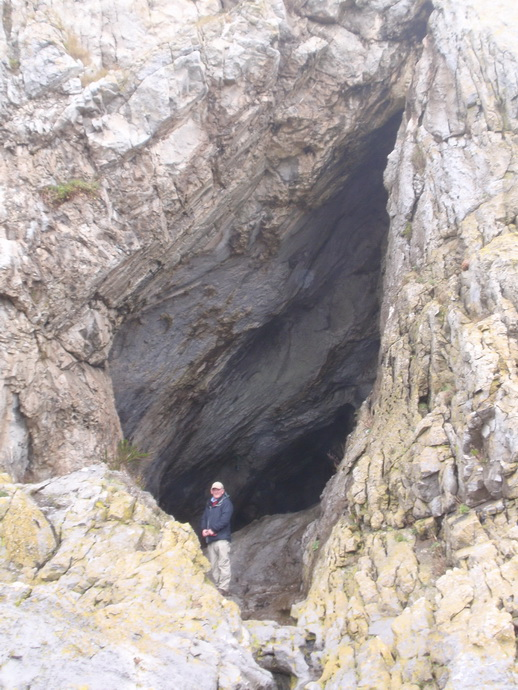
Goat's Hole (Paviland Cave)